# تپه کانی اسپی
 تپه کانی اسپی مربوط به کالکولتیک (مس‌سنگی) ـ هزاره اول (پیش از میلاد) است و در شهرستان پیرانشهر، بخش لاجان، دهستان لاهیجان شرقی، روستای گنه دار واقع شده است. این اثر در تاریخ ۳۰ دی ۱۳۸۵ با شمارهٔ ثبت ۱۶۸۷۵ به عنوان یکی از آثار ملی ایران به ثبت رسیده است.